# Kidderminster
Kidderminster è una città di 57 400 abitanti della contea del Worcestershire, in Inghilterra.

## Geografia
Kidderminster è bagnata dal fiume Stour e dal Staffordshire and Worcestershire Canal, che collega il fiume Severn al Trent and Mersey Canal.

## Storia
Kidderminster si chiamava Stour-in-Usmere quando le sue terre furono concesse dal re Ethelbald di Mercia al capo Cyneberght nel 736. Successivamente passò al vescovo di Worcester e nell'816 al re Cenwulf di Mercia. Gli anglosassoni la chiamavano Chiderminster ; La parola sassone chid significa "collina" e dur "acqua", mentre la desinenza minster si riferisce al fatto che nel villaggio c'era una chiesa. Nel Domesday Book il nome originale era stato distorto in Kidderminster. Il sito fu un maniero reale fino al regno di Enrico II (1154–1189), quando il re cedette il maniero alla famiglia Bassett.

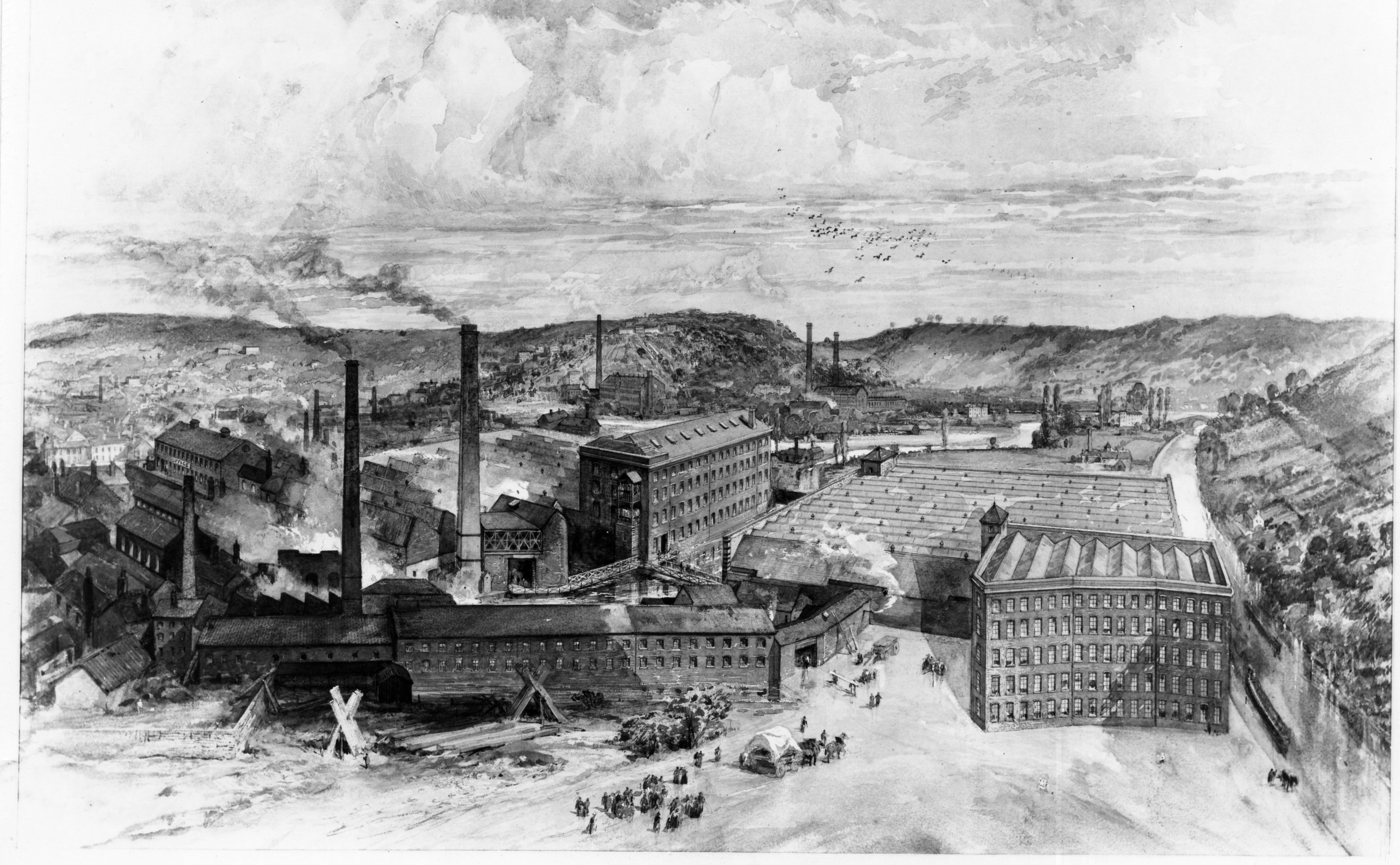
Una illustrazione del 1870 circa raffigurante la fabbrica di tappeti Brintons

Kidderminster ha a lungo ricavato la sua ricchezza dal commercio di tessuti, la cui prima menzione scritta risale al 1334. Dal 1735 in poi, i tappeti hanno iniziato a sostituire i prodotti di lana come principale articolo commerciale della città. L'industria dei tappeti decollò realmente quando William Brinton aprì la sua prima fabbrica a Kidderminster nel 1785, e l'ascesa fu ulteriormente accelerata dai nuovi telai e dalla posizione centrale della città con lo Staffordshire and Worcestershire Canal costruito al suo centro. Negli anni '70 l'industria dei tappeti ha sofferto a causa delle importazioni a basso costo e dell'aumento dei costi di produzione, ma è comunque riuscita a rimanere l'industria più importante della città. 

## Amministrazione

### Gemellaggi
- Husum, dal 1977[4]

## Sport
Nella città ha sede il club calcistico Kidderminster Harriers Football Club, fondato nel 1886.